# 당근 (플랫폼)
당근(Daangn)은 대한민국의 중고 거래, 소상공인 홍보 등 생활정보 소프트웨어다. 중고거래, 지역업체, 질문답변, 부동산, 구인구직 등 지역 내에서 발생하는 생활정보를 검색하고 게시자와 실시간으로 채팅할 수 있다. 당근마켓 서비스 이용자 수가 급증했으며, 중고거래 앱 관심도 설문조사에서 중고나라보다 당근마켓에 대한 관심도가 높아진 것으로 나타났다.

## 연혁
- 2023. 8. 당근마켓에서 당근으로 서비스명 변경
- 2022. 5. 주 이용자 수 1200만 명, 월 이용자 수 1800만 명, 누적 가입자 3000만 명[3]
- 2021. 3. 주 이용자 수 1000만 명, 월 이용자 수 1500만 명, 누적 가입자 2000만 명[4]
- 2021. 2. 일본 진출
- 2020. 9. 월 사용자 수 1000만 명[5]
- 2019. 12. 구글 플레이 올해의 베스트 앱 대상 선정[6]
- 2019. 9. 알토스벤처스, 굿워터 캐피탈, 소프트뱅크 벤처스, 카카오벤처스, 캡스톤파트너스, 스트롱벤처스로부터 400억원의 시리즈C 라운드 투자유치
- 2019. 5. 누적 다운로드 600만, 월 방문자 수 250만 명
- 2018. 1. 가입자 수 100만 명 달성, 지역 광고주를 위한 광고주 센터 오픈
- 2016. 12. (주)엔사십이에서 (주)당근마켓으로 사명 변경
- 2015. 7. 법인 (주)엔사십이 설립, 직장인 기반 '판교장터' 앱 개발

## 기능

### 중고 거래
GPS 값을 근거로 지역 인증을 받은 사용자들끼리 중고 거래를 할 수 있다. 거래 게시글 피드, 커뮤니티, 채팅 기능을 지원한다.

### 지역 업체 광고
소상공인들이 광고비를 내고 자신의 업체를 광고 할 수 있다.